# 泰凯什
泰凯什，是匈牙利巴兰尼亚州所辖的一个村。总面积12.56平方公里，总人口251，人口密度20.0人/平方公里（2011年1月1日）。